# Родовая опухоль
Родовая опухоль (caput succedeneum) — область отёка с мелкими кровоизлияниями в тканях теменно-затылочной области головы (при головном предлежании), возникающая в процессе родов и исчезающая в течение первых 1-3 дней после рождения. При лобном предлежании отёк и кровоизлияния возникают в области лба, при лицевом предлежании — в области лица, а при тазовом предлежании — в области ягодиц, мошонки и половых губ.
Область периостального застоя крови (ОПЗ) возникает в надкостнице предлежащей части головы и обнаруживается в настоящее время только при исследовании черепа умерших детей. Расположение ОПЗ соответствует месту нахождения родовой опухоли. Это позволяет сделать заключение об общих механизмах патогенеза родовой опухоли и ОПЗ.
Существует 4 вида экстракраниальных повреждений при родовой травме: 1) родовая опухоль, 2) субапоневротическое кровоизлияние, 3) область периостального застоя крови и 4) кефалогематома. Родовая опухоль и ОПЗ наименее изучены. В то же время они наиболее близки по патогенезу. 

## Патогенез
В англоязычной литературе, на многих англоязычных сайтах, посвященных родовой травме, и в научной литературе причиной родовой опухоли считается давление головы на область шейки матки и давление стенок матки на ткани головы. Высказывают подобное суждение и в русскоязычной литературе. Однако это не так. РО возникает не от какого-либо давления на головку плода, а от возникающего венозного застоя в предлежащей части головы вследствие нарушения венозного оттока крови. В процессе родов образуется пояс соприкосновения между головкой плода и тканями матки в родовом канале. Сила давления на головку плода во время схватки может достигать 500 мм рт ст. Давление со стороны стенки матки является максимальным в области пояса соприкосновения головы и составляет 200 рт ст и более. Пояс соприкосновения головки образуется на уровне верхней половины лонного сочленения и тела первого крестцового позвонка. Пояс соприкосновения делит околоплодные воды на передние и задние. Именно на уровне этого пояса соприкосновения сдавливаются сосуды, в первую очередь вены, и нарушается отток венозной крови из тканей предлежащей части в поверхностные вены головы выше пояса соприкосновения. Кровь устремляется через диплоэтические вены во внутреннюю венозную систему головы. Однако вследствие недостаточности такого оттока развиваются отек и мелкие периваскулярные кровоизлияния в ткани головы ниже пояса соприкосновения. В области пояса соприкосновения также сдавливаются сосуды надкостницы, в том числе поднадкостничные вены. Это ведет к переполнению кровью сосудов надкостницы ниже пояса соприкосновения в родовом канале матери, возникновению мелкоочаговых периваскулярных кровоизлияний. При этом формируется зона периостального застоя крови надкостницы черепа (ОПЗ).

### Клинические данные
Родовая опухоль не имеет четких границ, переходит через швы и роднички. Чем длительнее безводный промежуток времени, тем более выражена родовая опухоль. Родовая опухоль чаще наблюдается у первородящих матерей, при затяжных родах и длительном прорезывании головки.